# ختن‌مست
ختن مست یا قوتن مست روستایی است در شرق شهر تکزار، ولسوالی سانچارک ولایت سرپل افغانستان.
در کتاب قاموس جغرافیایی افغانستان آمده است ختن مست نام قریتی است به ۲۸ هزار و پانصد گزی شرق تکزار حکومت سنگ چارک شبرغان از متعلقات ولایت مزارشریف.

## پی‌نوشت‌ها
1. ↑  انجمن دایرةالمعارف آریانا، قاموس جغرافیایی افغانستان، جلد ۲، کابل: مطبعه معارف، ۲۰۱۱.
2. ↑  «نسخه آرشیو شده». بایگانی‌شده از اصلی در ۲۴ ژوئن ۲۰۱۳. دریافت‌شده در ۱۹ مه ۲۰۱۳.